# Ephedra aphylla
Ephedra aphylla — вид голонасінних рослин класу гнетоподібних.

## Поширення, екологія
Країни проживання: Кіпр; Єгипет; Ізраїль; Йорданія; Ліван; Лівія; Палестина; Саудівська Аравія; Судан. Росте на висотах від 700 м до 2000 м. Високий чагарник, знайдений у тріщинах вапнякових скелях або поблизу ваді в піску. Часто зустрічається зростає в лісі з Juniperus, Pistacia, Opuntia, Daphne linearifolia, Artemesia, Thymelaea hirsuta. Квіти та фрукти є у березні-червні.

## Використання
Стебла більшості членів цього роду містять алкалоїд ефедрин і відіграють важливу роль в лікуванні астми та багатьох інших скарг дихальної системи. Ця ефедра показав високу токсичність відносно личинок Aedes aegypta.

## Загрози та охорона
Ніяких серйозних загроз не відомо. Деякі екземпляри, як відомо, були зібрані із захищених областей.